# Второе переходное правительство Сирии
Второе переходное правительство Сирии — второе правительство Сирии после падения режима Башара Асада, сформированное 29 марта 2025 года после отставки первого переходного правительства Мухаммеда аль-Башира.

## Формирование
Президент Сирии Ахмед аш-Шараа объявил о создании правительства, которое должно отражать разнообразие Сирии. 29 марта 2025 года было назначено 23 министра из разных слоев общества в состав правительства, которое будет возглавлять президент вместо премьер-министра.

## Члены правительства
| Должность                                                 | Портрет         | Имя и фамилия               | Срок пребывания в должности                            |                 |
| Президент Сирии                                           | Президент Сирии | Президент Сирии             | Президент Сирии                                        | Президент Сирии |
| --------------------------------------------------------- | --------------- | --------------------------- | ------------------------------------------------------ | --------------- |
| Герб Сирии                                                |                 | Ахмед аш-Шараа              | с 29 января 2025 года (де-факто с 8 декабря 2024 года) |                 |
| Министры                                                  |                 |                             |                                                        |                 |
| Министр иностранных дел и по делам экспатриантов          |                 | Асаад Хасан аш-Шибани       | с 21 декабря 2024 года                                 |                 |
| Министр обороны                                           |                 | Мурхаф Абу Касра            | с 21 декабря 2024 года                                 |                 |
| Министр внутренних дел                                    |                 | Анас Хаттаб                 | с 29 марта 2025 года                                   |                 |
| Министр юстиции                                           |                 | Мазхар аль-Вайс             | с 29 марта 2025 года                                   |                 |
| Министр пожертвований                                     |                 | Мухаммед Абу аль-Хайр Шукри | с 29 марта 2025 года                                   |                 |
| Министр высшего образования и научных исследований        |                 | Марван аль-Халаби           | с 29 марта 2025 года                                   |                 |
| Министр социальных дел и труда                            |                 | Хинд Кабават                | с 29 марта 2025 года                                   |                 |
| Министр энергетики                                        |                 | Мухаммед аль-Башир          | с 29 марта 2025 года                                   |                 |
| Министр финансов                                          |                 | Мухаммед Юср Барниех        | с 29 марта 2025 года                                   |                 |
| Министр экономики и внешней торговли                      |                 | Нидаль аль-Шаар             | с 29 марта 2025 года                                   |                 |
| Министр здравоохранения                                   |                 | Мосаб Наззаль аль-Али       | с 29 марта 2025 года                                   |                 |
| Министр местного самоуправления и охраны окружающей среды |                 | Мухаммед Анджрани           | с 29 марта 2025 года                                   |                 |
| Министр по чрезвычайным ситуациям и стихийным бедствиям   |                 | Раед аль-Салех              | с 29 марта 2025 года                                   |                 |
| Министр связи и информационных технологий                 |                 | Абдул Салам Хейкал          | с 29 марта 2025 года                                   |                 |
| Министр сельского хозяйства и аграрной реформы            |                 | Амджад Бадр                 | с 29 марта 2025 года                                   |                 |
| Министр образования                                       |                 | Мухаммед Абдул Рахман Турко | с 29 марта 2025 года                                   |                 |
| Министр общественных работ и жилищного строительства      |                 | Мустафа Абдул Раззак        | с декабря 2024 года                                    |                 |
| Министр культуры                                          |                 | Мухаммед Салех              | с 29 марта 2025 года                                   |                 |
| Министр спорта молодёжи                                   |                 | Мухаммед Самех Хамед        | с 29 марта 2025 года                                   |                 |
| Министр туризма                                           |                 | Мазен аль-Салхани           | с 29 марта 2025 года                                   |                 |
| Министр административного развития                        |                 | Мухаммад Скаф               | с 29 марта 2025 года                                   |                 |
| Министр транспорта                                        |                 | Яаруб Бадер                 | с 29 марта 2025 года                                   |                 |
| Министр информации                                        |                 | Хамза аль-Мустафа           | с 29 марта 2025 года                                   |                 |